# Crenulostomina
Crenulostomina es un género de foraminífero bentónico de la subfamilia Miliolinae, de la familia Miliolidae, de la superfamilia Milioloidea, del suborden Miliolina y del orden Miliolida. Su especie tipo es Crenulostomina banksi. Su rango cronoestratigráfico abarca el Mioceno inferior.

## Clasificación
Crenulostomina incluye a la siguiente especie:
- Crenulostomina banksi †